# HP-25
HP-25 (s kodnim imenom »Squash« (Buča)) je bil znanstveno-tehniški žepni kalkulator in tretji programabilni kalkulator (za HP-65 in HP-55) podjetja Hewlett-Packard. Izdelali so ga leta 1975, prodajna cena pa je bila 195 $. Kalkulator je bil cenejša različica HP-67 in ni imel bralnika magnetnih kartic. Ko se je kalkulator ugasnil, so se programi in podatki zbrisali.
HP-25C (s kodnim imenom »Squish« (Mezga)) je imel stalni pomnilnik s pomočjo tehnologije CMOS, prodajati pa so ga začeli eno leto kasneje kot HP-25 po enaki ceni. Oba modela so prodajali do leta 1978.

## Značilnosti
Kalkulatorja sta uporabljala obrnjeni poljski zapis (RPN) in fiksni štirinivojski samodejni sklad operandov (X, Y, Z, T). Imela sta 30 tipk in 10 mestni prikazovalnik števil z rdečimi svetlečimi diodami (LED). Na večino tipk so lahko šle 3 funkcije: normalna, z zlatorumeno tipko f in z modro tipko g. HP-25 je imel prvi inženirski prikaz števil, kjer so bili eksponenti vedno večkratniki števila 3, tako da so odgovarjali običajnim predponam SI, mega, kilo, mili, mikro, nano itd.
HP-25 je imel prostora za 49 programskih vrstic. Bil je prvi kalkulator HP s popolnoma strnjenimi kodami tipk, tako da sta se na primer prefiksna tipka in funkcijska tipka shranili na eno mesto v programu. To je zmanjšalo porabo pomnilniškega prostora. Poleg tega je imel osem pomnilniških registrov in posebne znanstvene in statistične funkcije. Uporabniški priročnik je bil natiskan na 161-ih straneh v štirih barvah. Vseboval je mnogo matematičnih, znanstvenih, navigacijskih in finančnih programskih zgledov.

## Tipke
| SST    | BST    | GTO | f   | g   |
| x<>y   | R↓     | STO | RCL | Σ+  |
| ENTER↑ | ENTER↑ | CHS | EEX | CLX |
| -      | 7      | 8   | 8   | 9   |
| +      | 4      | 5   | 5   | 6   |
| ×      | 1      | 2   | 2   | 3   |
| ÷      | 0      | .   | .   | R/S |